# Isolierende Betrachtungsweise (Steuerrecht)
Der Grundsatz der isolierenden Betrachtungsweise wird bei der beschränkten Steuerpflicht angewendet. Beschränkt steuerpflichtig sind alle natürlichen Personen, die weder einen Wohnsitz noch einen gewöhnliche Aufenthalt in Deutschland haben, jedoch inländische Einkünfte beziehen. Juristische Personen unterliegen mit ihren inländischen Einkünften der beschränkten Steuerpflicht, wenn sie weder Sitz noch Geschäftsleitung im Inland haben (§ 2 KStG).
§ 49 Einkommensteuergesetz regelt die beschränkte Steuerpflicht in Deutschland. Im Absatz 1 dieses Paragraphen sind alle (d. h., es ist ein abschließender Katalog) Einkünfte aufgezählt bei deren Bezug der Steuerpflichtige (Steuerausländer) als beschränkt steuerpflichtig in Deutschland gilt.
§ 49 Absatz 2 Einkommensteuergesetz regelt den Grundsatz der isolierenden Betrachtungsweise der auf beschränkt Steuerpflichtige angewendet wird: „Im Ausland gegebene Besteuerungsmerkmale bleiben außer Betracht, soweit bei ihrer Berücksichtigung inländische Einkünfte im Sinne des Absatzes 1 nicht angenommen werden könnten“.
Um den Grundsatz der isolierenden Betrachtungsweise zu verstehen, muss man kurz den Grundsatz der Besteuerung der inländischen Gewerbebetriebe erläutern.
Als Grundsatz gemäß § 15 Einkommensteuergesetz gilt, dass Einkünfte, die in einem inländischen Gewerbebetrieb erzielt werden (egal ob es sich um Dividendenerträge oder Einnahmen aus Vermietung und Verpachtung handelt), stets zu den gewerblichen Einkünften zählen. Liegt der Gewerbebetrieb bzw. die Betriebsstätte im Ausland und bezieht er Dividendeneinkünfte von einer inländischen Kapitalgesellschaft, welche dem Gewerbebetrieb zuzuordnen sind, wären eigentlich die Dividenden gemäß § 15 EStG in Verbindung mit § 20 Abs. 8 EStG als Einkünfte aus Gewerbebetrieb einzustufen. Gemäß dem Grundsatz der isolierenden Betrachtungsweise liegen jedoch nur Einkünfte aus Kapitalvermögen (und nicht Einkünfte aus Gewerbebetrieb) vor. Die im Ausland gelegenen Besteuerungsmerkmale (hier: gewerbliche Einkünfte) bleiben außer Betracht; die Zuordnung von Einkünften wird grundsätzlich nach den Verhältnissen im Inland beurteilt (hier: Einkünfte aus Kapitalvermögen).
Weiteres Beispiel: Ein ausländischer Einzelunternehmer veräußert eine 10%ige Beteiligung an der inländischen A-GmbH. Die Beteiligung hält der ausländische Einzelunternehmer in seinem ausländischen Betriebsvermögen.
Da die Beteiligung zum Betriebsvermögen gehört, liegen zunächst keine inländischen Einkünfte i.S. § 49 Abs. 1 Nr. 2 Buchst. e Doppelbuchst. aa EStG vor. Gemäß dem Grundsatz der isolierenden Betrachtungsweise wird aber die Zugehörigkeit zum ausländischen Betriebsvermögen ausgeblendet und nur der inländische Sachverhalt isoliert betrachtet. Somit liegen inländische Einkünfte nach § 49 Abs. 1 Nr. 2 Buchst. e Doppelbuchst. aa vor.
Ziel: die isolierende Betrachtungsweise verfolgt das Ziel der Gleichbehandlung der Steuerausländer unabhängig von deren ausländischen Verhältnissen und ausländischem Vermögen.
Die isolierende Betrachtungsweise gelangt vor allem zur Anwendung, wenn ausländische Gewerbetreibende im Inland inländische Einkünfte erzielen. Die Anknüpfungstatbestände für die beschränkte Steuerpflicht sind vom Gesetzgeber ständig erweitert worden, so dass die isolierende Betrachtungsweise nur in Sonderfällen herangezogen werden muss.